# Paradip
Paradip es una ciudad y municipio situada en el distrito de Jagatsinghpur en el estado de Odisha (India). Su población es de 68585 habitantes (2011). Se encuentra a 92 km de Bhubaneswar y a 88 km de Cuttack.

## Demografía
Según el censo de 2011 la población de Paradip era de 68585 habitantes, de los cuales 37300 eran hombres y 31285 eran mujeres. Paradip tiene una tasa media de alfabetización del 85,93%, superior a la media estatal del 72,87: la alfabetización masculina es del 90,25%, y la alfabetización femenina del 80,77%.

## Clima
| Parámetros climáticos promedio de Paradeep (1981–2010, extremes 1969–2012) | Parámetros climáticos promedio de Paradeep (1981–2010, extremes 1969–2012) | Parámetros climáticos promedio de Paradeep (1981–2010, extremes 1969–2012) | Parámetros climáticos promedio de Paradeep (1981–2010, extremes 1969–2012) | Parámetros climáticos promedio de Paradeep (1981–2010, extremes 1969–2012) | Parámetros climáticos promedio de Paradeep (1981–2010, extremes 1969–2012) | Parámetros climáticos promedio de Paradeep (1981–2010, extremes 1969–2012) | Parámetros climáticos promedio de Paradeep (1981–2010, extremes 1969–2012) | Parámetros climáticos promedio de Paradeep (1981–2010, extremes 1969–2012) | Parámetros climáticos promedio de Paradeep (1981–2010, extremes 1969–2012) | Parámetros climáticos promedio de Paradeep (1981–2010, extremes 1969–2012) | Parámetros climáticos promedio de Paradeep (1981–2010, extremes 1969–2012) | Parámetros climáticos promedio de Paradeep (1981–2010, extremes 1969–2012) | Parámetros climáticos promedio de Paradeep (1981–2010, extremes 1969–2012) |
| Mes                                                                        | Ene.                                                                       | Feb.                                                                       | Mar.                                                                       | Abr.                                                                       | May.                                                                       | Jun.                                                                       | Jul.                                                                       | Ago.                                                                       | Sep.                                                                       | Oct.                                                                       | Nov.                                                                       | Dic.                                                                       | Anual                                                                      |
| -------------------------------------------------------------------------- | -------------------------------------------------------------------------- | -------------------------------------------------------------------------- | -------------------------------------------------------------------------- | -------------------------------------------------------------------------- | -------------------------------------------------------------------------- | -------------------------------------------------------------------------- | -------------------------------------------------------------------------- | -------------------------------------------------------------------------- | -------------------------------------------------------------------------- | -------------------------------------------------------------------------- | -------------------------------------------------------------------------- | -------------------------------------------------------------------------- | -------------------------------------------------------------------------- |
| Temp. máx. abs. (°C)                                                       | 33.2                                                                       | 36.2                                                                       | 39.3                                                                       | 40.7                                                                       | 41.4                                                                       | 42.4                                                                       | 38.0                                                                       | 39.2                                                                       | 36.4                                                                       | 36.0                                                                       | 34.0                                                                       | 32.6                                                                       | 42.4                                                                       |
| Temp. máx. media (°C)                                                      | 27.0                                                                       | 28.9                                                                       | 31.0                                                                       | 32.0                                                                       | 32.9                                                                       | 32.5                                                                       | 31.4                                                                       | 31.3                                                                       | 31.7                                                                       | 31.8                                                                       | 30.1                                                                       | 28.0                                                                       | 30.7                                                                       |
| Temp. mín. media (°C)                                                      | 16.5                                                                       | 19.9                                                                       | 23.5                                                                       | 25.7                                                                       | 26.6                                                                       | 26.7                                                                       | 26.0                                                                       | 26.0                                                                       | 26.0                                                                       | 24.4                                                                       | 20.2                                                                       | 16.7                                                                       | 23.2                                                                       |
| Temp. mín. abs. (°C)                                                       | 9.6                                                                        | 12.0                                                                       | 13.4                                                                       | 16.0                                                                       | 17.5                                                                       | 18.5                                                                       | 18.1                                                                       | 17.8                                                                       | 19.6                                                                       | 16.0                                                                       | 12.0                                                                       | 10.4                                                                       | 9.6                                                                        |
| Lluvias (mm)                                                               | 9.4                                                                        | 19.4                                                                       | 33.5                                                                       | 33.3                                                                       | 95.2                                                                       | 222.9                                                                      | 282.0                                                                      | 367.6                                                                      | 284.3                                                                      | 195.9                                                                      | 86.5                                                                       | 10.8                                                                       | 1640.9                                                                     |
| Días de lluvias (≥ 1 mm)                                                   | 0.7                                                                        | 1.4                                                                        | 1.4                                                                        | 2.0                                                                        | 4.2                                                                        | 9.1                                                                        | 13.2                                                                       | 14.0                                                                       | 11.0                                                                       | 6.7                                                                        | 2.6                                                                        | 0.5                                                                        | 66.6                                                                       |
| Humedad relativa (%)                                                       | 71                                                                         | 75                                                                         | 80                                                                         | 84                                                                         | 83                                                                         | 83                                                                         | 85                                                                         | 85                                                                         | 83                                                                         | 78                                                                         | 71                                                                         | 68                                                                         | 79                                                                         |
| Fuente: India Meteorological Department                                    |                                                                            |                                                                            |                                                                            |                                                                            |                                                                            |                                                                            |                                                                            |                                                                            |                                                                            |                                                                            |                                                                            |                                                                            |                                                                            |